# Free Yourself
Free Yourself es el álbum debut de la cantante estadounidense Fantasia, lanzado el 23 de noviembre de 2004 por el sello J. Vendió más de 240 000 unidades en su primera semana, y alcanzó el octavo lugar en el conteo Billboard 200 de los Estados Unidos. Free Yourself recibió una certificación de platino en dicho país y fue nominado para más de veinte premios, de los cuales cuatro eran premios Grammy.

## Lista de canciones
1. «Ain't Gon' Beg You» – 4:14 (Damon Thomas, Harvey Mason Jr., Antonio Dixon)
2. «Free Yourself» – 4:18 (Craig Brockman, Missy Elliott)
3. «Truth Is» – 3:55 (Ronald Isley, O'Kelly Isley, Jr., Rudolph Isley, Ernie Isley, Marvin Isley, Carsten Schack, Alex Cantrell)
4. «Selfish (I Want You to Myself)" (con Missy Elliott & Jazmine Sullivan) – 3:24 (Missy Elliott)
5. «Summertime» – 2:46 (George Gershwin, DuBose Heyward, Ira Gershwin)
6. «Baby Mama» – 4:15 (Barbara Acklin, Vito Colapietro, Neely Dinkins, Harold Lilly, Eugene Record)
7. «Got Me Waiting» – 3:51 (Ciara Harris, Jermaine Dupri, Johnta Austin, Bryan-Michael Cox)
8. «It's All Good» – 4:05 (Rodney Jenkins, Ricky Lewis, Sean Garrett)
9. «You Were Always on My Mind» – 3:43 (Johnny Christopher, Mark James, Wayne Carson Thompson)
10. «Good Lovin'» – 3:53 (Craig Brockman, Missy Elliott)
11. «Don't Act Right» (con Jazze Pha) – 4:03 (Phalon Alexander, Charles Pettaway, Johnta Austin, Zachary Wallace)
12. «This Is Me» – 3:33 (Damon Thomas, Harvey Mason Jr., Antonio Dixon)
13. «I Believe» – 5:00 (Louis Biancaniello, Tamyra Gray, Sam Watters)